# كويين شارلوت (كولومبيا البريطانية)
كويين شارلوت (بالإنجليزية: Queen Charlotte, British Columbia)‏ هي مستوطنة تقع في كندا في Skeena-Queen Charlotte Regional District. يقدر عدد سكانها بـ 948 نسمة ومساحتها 37.28 كم2 وترتفع عن سطح البحر 20 متر.